# Hesperentomon tianshanicum
Hesperentomon tianshanicum är en urinsektsart som beskrevs av Olga M. Martynova 1970. Hesperentomon tianshanicum ingår i släktet Hesperentomon och familjen Hesperentomidae. Inga underarter finns listade i Catalogue of Life.